# 16
Năm 16 là một năm trong lịch Julius. 